# Pierre Franqueville

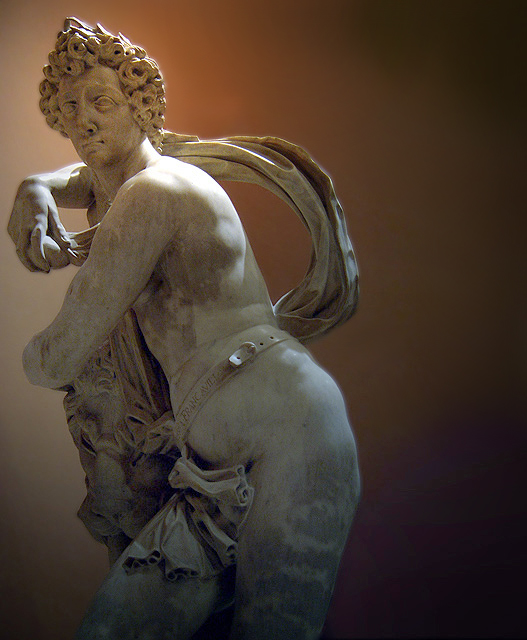
"Davi vencedor de Golias". Louvre

Pierre Franqueville (Francqueville), também conhecido como Pietro Francavilla (1548 — 25 de agosto de 1615) foi um escultor maneirista franco-flamengo. 
Nasceu em Cambrai e estudou desenho em Paris. Em 1565 é notada sua presença em Innsbruck, estudando com Alexander Colin. Com uma carta de recomendação do Arquiduque Ferdinando, foi admitido como aluno por Giambologna, tornando-se seu principal assistente, colaborando inclusive na realização da obra-prima de seu mestre, o Rapto da Sabina. 
Em 1574 iniciou sua primeira obra como artista independente, uma série de 13 esculturas para decoração do jardim do Abade Antonio di Zanobi Bracci, para a Villa Bacci em Rovezzano. Estas obras foram depois adquiridas por Frederico, Príncipe de Gales, que morreu antes de vê-las. As obras permaneceram em um depósito em Kew e perdeu-se a notícia delas até 1952, quando foram redescobertas. 
Em 1585 Franqueville foi eleito para a Academia de Belas Artes de Florença. Três anos após, ele, junto com grande parte dos artistas de Florença, foram recrutados para realizarem as faustosas decorações para as núpcias de Ferdinando I de Medici e Cristina de Lorena, e o escultor criou imagens de santos para o revestimento da fachada da Catedral, elaborado especialmente para a ocasião.
Em 1590 criou, junto com Giovanni Battista Caccini, esculturas representando As Estações para a Ponte Santa Trinità, das quais foi responsável pelo Inverno e pela Primavera. Na II Guerra Mundial a ponte foi bombardeada e as esculturas acabaram dentro do rio, sendo recuperadas mais tarde, quando a ponte recebeu restauro. Em 1598 criou um Orfeu com Cérbero para o banqueiro Girolamo de Gondi, que o instalou em seu palacete parisiense, sendo muito admirado, e depois a obra passou para os jardins do Palácio de Versalhes. Foi o autor de uma estátua monumental de Cosimo I de Medici, para uma praça de Pisa.
Sendo convidado pelo Rei da França Henrique IV para transferir-se para Paris, lá recebeu a encomenda de Maria de Médici para um pedestal para um grupo em bronze de autoria de Giambologna, modelando três baixos-relevos e quatro Cativos, que foram fundidos e finalizados por seu discípulo Francesco Bordoni, após a morte do artista.

## Obras principais
- Esculturas para a Villa Bracci (1574)
- Amorino (c. 1580), junto com Giambologna
- Jasão (c. 1580)
- Estações (1590)
- Ferdinando I de Medici (1595), com desenho de Giambologna
- Cosimo I (1596)
- Orfeu (1598)
- Quatro Cativos (1614) para a base da estátua eqüestre de Henrique IV da França
- Davi vencedor de Golias
- Mercúrio
- Vênus (1600)
- Meleagro
- Busto de S. Romualdo